# نظام مؤسسي
النظام المؤسسي أو الهيكل تنظيمي لمؤسسة ما، يتكون عادةً من الأنشطة والمهام التي تُوَزِّعُ بين العاملين بالمؤسسة والقيام بعمليات التنسيق والإشراف، وهو بالضرورة مُوجه نحو تحقيق أهداف المؤسسة والتنظيم. كما يُمكن اعتبارها أيضاً بكونها منظار للأفراد اتجاه مؤسستهم والبيئة المحيطة.
يمكن هيكلة منظمة أو مؤسسة بطرق عديدة ومختلفة بحسب أهدافها. لذلك فإن هيكلة التنظيم يحدد اسلوب عملها ونتائجها.
يسمح الهيكل التنظيمي بتحديد المسؤوليات للوظائف المختلفة والعمليات المحددة لجهات مختلفة مثل الفروع أو الدوائر أو مجموعات العمل والافراد.
للنظم المؤسسية تأثيران على العمل التنظيمي. أولا، لأنها توفر الأساس الذي يتحكم بإجراءات التشغيل القياسية والروتين. ثانيا، فإنها تحدد أي من الأفراد يتحمل مسؤولية صنع القرار في كل إجراء. وبالتالي فإن وجهات نظرهم تحدد إجراءات المنظمة.

## المبدأ
يتميز بمبدأ التدرج الذي يحدد العلاقات العامودية (من الأعلى إلى الأسفل؛ أي بين الرئيس والمرئوسون)) والعلاقات الأفقية (أي بين موظفين على نفس المستوى). ويمكن تحديد المسؤولية على أساس التسلسل القيادي أو على أساس الوظائف، أو كليهما كما في الهيكلية المصفوفة. وعادة ما يشبه بالمظهر الهرمي وفيه تتوسع السلطة والمسؤولية حسب التدرج في المستويات. لكل منصب في التنظيم دور يناسبه من حقوق وواجبات وامتيازات والتزامات التي تحدد سلوك من يقوم بهذا الدور بشكل رسمي. ويرى وييس أن هيكل تنظيم مؤسسة معينة يعني انتظاما ثابتاً من العلاقات المتناسبة. ولنجاح عمل هذا النظام، يفترض تقسيم النشاطات المحددة على أشخاص معينين ليتحمل المسؤولية كل عضو. يُنَسَّق بين هذه النشاطات كما يعتمد تقسيم الوظائف والمهام في التنظيم على تقييم العمل التقني، وبالتالي، على تحليل الوظائف المختلفة في المؤسسة وتوفير الأشخاص المناسبين. وهذا ما يعرف بتحليل الوظائف الذي يؤدي إلى توظيف الموارد البشرية في المكان المناسب مع التقيد بالإستراتيجية الرامية لتحقيق أهداف المؤسسة أخذين بعين الاعتبار برامج وسياسات وأهداف المؤسسة من جهة والتكاليف الاقتصادية والاجتماعية من جهة أخرى.
العناصر المكونة للمؤسسة متعددة وبالتالي فان الهيكل الكلي هو في الحقيقة تركيب أمثل لمجموعة من الهياكل التي تمثل:
- هيكل العامل البشري: الذي يحدد دور ومجال وعلاقات أعضاء المؤسسة.
- هيكل العامل المادي: يعني موضوعه وحدات المؤسسة وتموقع التجهيزات داخل هذه الوحدات.
- هيكل العامل القانوني: الذي يحدد الشكل القانوني للمؤسس، شركة أسهم، شركات قابضة أو فروع.
- هيكل العامل المالي: الذي يحدد مصدر رؤوس الأموال للمؤسسة وتوزيعها.

في أرض الواقع يقابل مديرالأعمال خمس خيارات أساسية أثنا ءتصميم هندسة هيكل تنظيمي للمؤسسة وتتمثل بإيجاد أجوبة للأسئلة التالية:
1. كيف يتم تحديد مسؤوليات التخصص في العمل؟
2. أين موقع السلطة في كل مستوى من الشركة؟
3. إلى أي درجة يمكن وضع هيكل لا مركزي؟
4. كيف يُنَسَّق بين الوحدات المختلفة؟
5. أي توازن يمكن إجاده بين التنويع؟

## المخططات الهيكلية

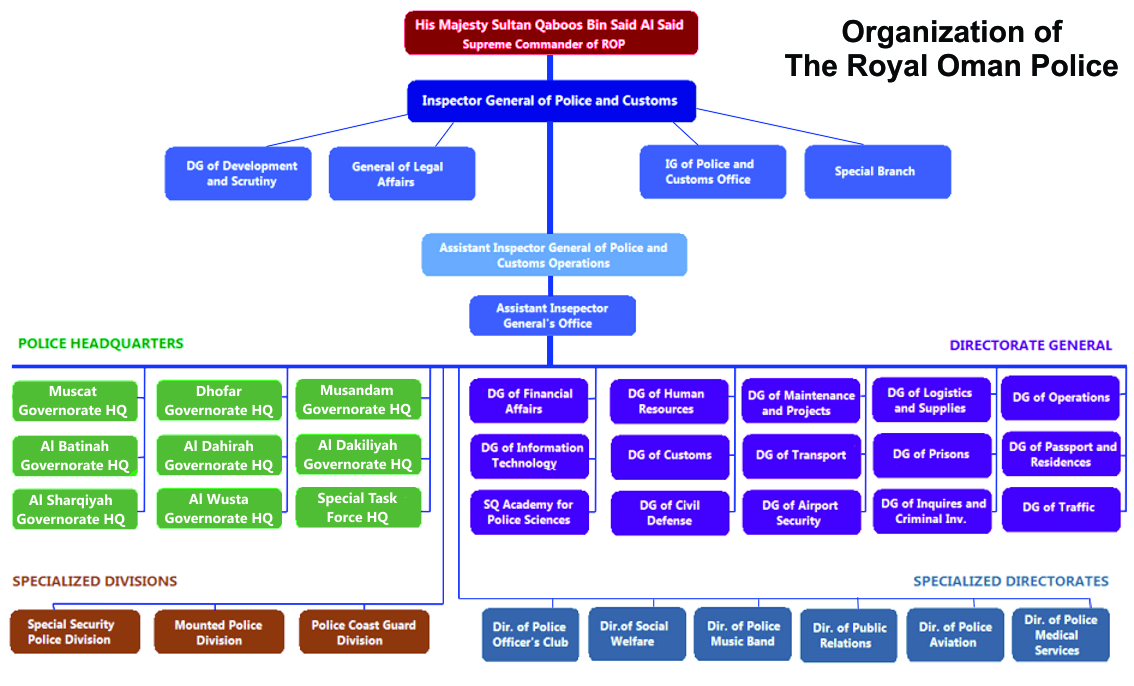
مثال لرسم بياني لهيكلية تنظيمية الهرمية

في أكثر الأحيان، يستعمل رسم بياني لتمثيل الهيكلية التنظيمية للشركات يعرف بالرسم البياني للمؤسسة أو المخططات الهيكلية. وعادة ما يستعمل الأسم الأنكليزي: "أورغتشارت، (بالإنجليزية: Org-Chart)‏ من Organizational Chart أي رسم المنظمة البياني). يوضح الرسم العلاقة التنظيمية بين الناس داخل المنظمة. ويمكن تمثيل المخططات الهيكلية بالعديد من الطرازات المختلفة من أكثره شيوعا:
- الرسم الهرمي: التي تمثل التراتبية بين الرئيس والمرؤؤوس.
- الرسم المصفوفي: الذي يمثل العلاقة الأفقية والعامودية ويعتمد لإظهار العلاقات بين الأقسام.
- الرسم المسطح أو الأفقي، ويستعمل في الشركات البسيطة.

## النظام التنفيذي والنظام غير الرسمي
قد يكون الهيكل التنظيمي للمؤسسة غير متوافق مع الحقائق، ويتطور إلى إجراءات تنفيذية. ويكون نتيجة لهذا التباين والاختلاف أن يقل الأداء ويتناقص مع النماء. على سبيل المثال، إن وجود بنية أو هيكل تنظيمي خاطئ قد يُعرقل ويُعيق التعاون والانتهاء من تنفيذ المهام في الوقت المناسب والمُحدد وضمن حدود الموارد والميزانيات. يجب أن يكون الهيكل التنظيمي مُتكيف مع متطلبات العمل، ويهدف إلى الحصول على أحسن النتائج وتحسين نسبة الكفاءة بين المُدخلات والإنتاج

## تاريخ
تطورت نظريات النظم المؤسسي منذ العصور القديمة. بدأت كتنظيم للصيادين وجامعي الطعام في المجتمعات القبلية ثم تطورت في العصور المتوسطة كهيكلية للنظم المتبعة في السلطات الحاكمة الملكية والدينية إلى النظم التي خدمت المجتمعات الصناعية. ومازالت تتطور حتى يومنا هذا كنظم لمؤسسات العصر ما بعد الصناعي.
ذكر موهر في كتابه الذي صدر عام 1982، إن المنظرين الأوائل للنظم المؤسسية، مثل تايلور وفايول وفيبر: "شددوا على أهمية الهياكل التنظيمية في تفعيل وتحسين كفاءة العمل. وأعتقدوا من دون أي شك، أنه مهما كان شكل الهيكل التنظيمي المتبع، فإن الناس سيتبعونه. واعتبروا النظم المؤسساتية هي مسألة اختيار. وحتى بعد ظهور أصحاب الأفكار المتمردة في الثلاثينيات، والمعروفة باسم نظرية العلاقات الإنسانية، لم تهمل مبادئ النظم كأساس مؤسساتي لكن دعوا إلى تطوير المفهوم أكثر وذلك بإيجاد نظم جديدة يعطى فيها احتياجات وأراء الموظفين أهمية أكبر. الا أنه ظهرت في ستينات القرن العشرين أفكارا مختلفة اعتبرت أن النظم المؤسساتية هي ظاهرة ناجمة عن عوامل خارجية وهي تعتبر نتيجة أكثر منها كمنتج صنعي. ومرة أخرى، اعتمد أصحاب نظريات العلوم التنظيمية في القرن الواحد والعشرين: "أن تنمية النظم المؤسسية تعتمد كثيرا على مفاهيم الاستراتيجيات وسلوكيات الإدارة والعمال ومقيدة بدرجات عوامل القوة بينهم، وتتأثر ببيئتهم ونتائجهم.

## أنواع الهياكل التنظيمية

### هيكل المبادرة أو ما قبل البيروقراطية
كانت تفتقر نظم ما قبل البيروقراطية (المبادرة الفردية) لهيكل توحيد المهام. يعتبر هذا الهيكل هو الأكثر شيوعا في المنظمات الأصغر حجما، ويستخدم عادة في القيام بالمهام البسيطة. ويكون مركزيا بشكل تام.يقوم الرئيس الاستراتيجي بأخذ كل القرارات الرئيسية ويتم التواصل بشكل فردي. وتكون مفيدة بشكل خاص لرجال الأعمال أصحاب المشاريع الجديدة، لأنها تتيح للمؤسس للسيطرة على نمو العمل وتنميته. وتستند عادة على السيطرة أو الهيمنة التقليدية الكاريزمية الذي سماه ماكس فيبر بـالتصنيف الثلاثي للسلطة.

### هيكل بيروقراطي
استعمل ويبر القياس لشرح الهيكلية أو النظم البيروقراطية إذ قال: "إن مقارنة ألية البيروقراطية المكتملة بالنسبة للأنواع الأخرى من النظم هي مثل مقارنة نظم الإنتاج الألي بالنسبة لنظم الأنتاج اليدوي من حيث: الدقة والسرعة والغموض، والتبعية الصارمة، والحد من الاحتكاك والمواد والتكاليف ا الشخصية. فإن فعالية هذه العوامل ترتفع إلى درجة أمثل مع النظم البيروقراطية البحتة. وتعتمد البروقراطية على درجة عالية من القياس الموحد. وهي تلائم المنظمات الكبيرة والمعقدة التي تعتمد الهيكل العالي. وشخص بورنز وستاكر الفرق بين البيروقراطية واللابيروقراطية كالفرق بين الهياكل الألية والهياكل العضوية.
بالنسبة لويبير، فان خصائص البيروقراطية (وتسمى الخصائص الويبيرية) هي ثلاث:
- تحديد واضح للأدوار والمسؤوليات
- بنية هرمية
- احترام الجدارة.

### هيكل ما بعد البيروقراطي
يستخدم مصطلح "ما بعد البيروقراطية" بمعنيين اثنين في أدبيات العلم التنظيمي: واحد بمعنى عام وأخر أكثر تحديدا بالمعنى العام، كثيرا ما يستخدم المصطلح لوصف مجموعة من الأفكار المتقدمة التي بانت في ثمانيات القرن العشرين وهي على نقيض من نموذج ويبر للبيروقراطية. يشمل هذا المصطلح إدارة الجودة الشاملة، وإدارة الثقافة والهيكل المصفوفي، وغيرها. لكن لم تبتعد كل هذه النظم عن نواة المبادئ الأساسية للبيروقراطية إذ أبقت على التسلسلات الهرمية والسلطة والشكل القانوني والالتزام بالقوانين مثلما حدد ويبر. وهذا ما جعل هيكشر يسميهم "البيروقراطية المنظفة". بدلا من اعتبارها تحولا جوهريا بعيدا عن البيروقراطية. واعتبر جديون كوندا، في دراسته الكلاسيكية للإدارة الثقافة، بأن "جوهر السيطرة البيروقراطية - مثل إضفاء الطابع الرسمي، التدوين وتطبيق القواعد واللوائح - لم يتغير من حيث المبدأ . إنما انتقل من التركيز على الهيكل التنظيمي إلى التركيز على ثقافة المنظمة.
من ناحية أخرى، وضع مجموع صغير من المنظرين نظرية «منظمة ما بعد البيروقراطية». التي تناقش بشكل مفصل لمؤسسة أو منظمة أساسها لا بيروقراطية. وقد وضع تشارلز هيكشر نموذج مثالي تؤسس لمرحلة ما بعد البيروقراطية، والتي تقوم على الحوار وتأخذ قرارات بالإجماع بدلا من السلطة الفوقية المفروضة من القيادة. فيكل الشركة هو عبارة عن شبكة وليس تسلسل هرمي، ومفتوحة عند حدودها (على نقيض الإدارة الثقافية)، وتتركز على قواعد صنع القرار الوصفية بدلا من قواعد اتخاذ القرارات. هذا النوع من اتخاذ القرارات الأفقية التوافقية يستخدم وكثيرا النموذج في التعاونيات السكنية، وغيرها من التعاونيات والمنظمات غير ربحية أو منظمات المجتمع. تشجع هذه النظم على مشاركة الجميع في صنع القرار وتساعد على تمكين الناس الذين يعانون عادة من القهر في المجموعات.
ويقوم بعض المنظرين الأخرين على تطوير أفكار متجددة تعتمد تطبيقات لنظريات التعقيد والمنظمات في محاولة لايجاد هياكل تنظيمية بسيطة تسمح بتكيف المنظمات على التغيير السهل. على سبيل المثال، درس مينر وآخرون. عام 2000 كيفية استخدام هياكل بسيطة لتوليد نتائج ارتجالية عند تطوير المنتجات. تربط دراستهم بين الهياكل البسيطة والتعلم المرتجل. وعلى نفس المنوال، أحيا علماء أخرين مثل يان ريفكين وسيكلوكو ونيلسون ريبننغ اهتمامات قديمة حول فوائدة بناء استراتيجيات تتعلق بالبيئات الديناميكية.

### هيكل وظيفي
يقوم الموظفين في الاقسام الوظيفية بأداء مجموعة من المهام المتخصصة، على سبيل المثال، يعين في قسم الهندسة مهندسين فقط. هذا يؤدي إلى كفاءة تشغيلية عالية ضمن المجموعة. الا أنها يمكن أن تيؤدي أيضا إلى غياب التواصل بين المجموعات الوظيفية المختلفة داخل المنظمة، مما يجعل المنظمة بطيئة وغير مرنة.
بالمجمل، يناسب التنظيم الوظيفي مؤسسات منتجة لسلع وخدمات بكميات كبيرة وبتكلفة منخفضة. من نواة الهيكل الوظيفي هو مركزية التنسيق والتخصص في المهام الذين يجعلا إنتاج كميات محدودة من المنتجات أو الخدمات تتسم بالكفاءة العالية والتي يمكن التنبؤ بها. وعلاوة على ذلك، يمكن تتحقيق زيادة في الكفاءة عندما تقوم المنظمات الوظيفية بتحقيق تكامل عمودي للأنشطتها مما يسمح بيع المنتجاتها وتوزيعها بسرعة وبتكلفة منخفضة. على سبيل المثال، ويمكن للمؤسسات التجارية الصغيرة إنتاج منتجاتها بدلا من شرائها.

### هيكل تشعبي
وتسمى أيضا «هيكل المنتجات». تنشئ هذه المؤسسات شعبة لكل وظيفة تحتاجها للقيام بعملها. تحتوي كل شعبة كافة الموارد الضرورية للقيام بوظيفتها. ويمكن تصنيف الشعب من وجهات نظر مختلفة. يمكن أن يكون التمييز على أساس جغرافي (قسم في محافظة أو دولة) أو على أساس المنتج أو الخدمة التي تقدمها (منتجات مختلفة بحسب العملاء: للمنازل أو الشركات). وفي مثال آخر، يمكن لشركة صناعة السيارات إنشاء شعبة لكل طراز من سياراتها: السيارات الرياضية متعددة الاستخدامات، وشعبة آخر للسيارات الصغيرة، وآخرى لسيارات السيدان. ويمكن أن يكون لكل شعبة قسم مبيعات الخاصة بها وقسم الهندسة أوأقسام للتسويق.

### الهيكل المصفوفي

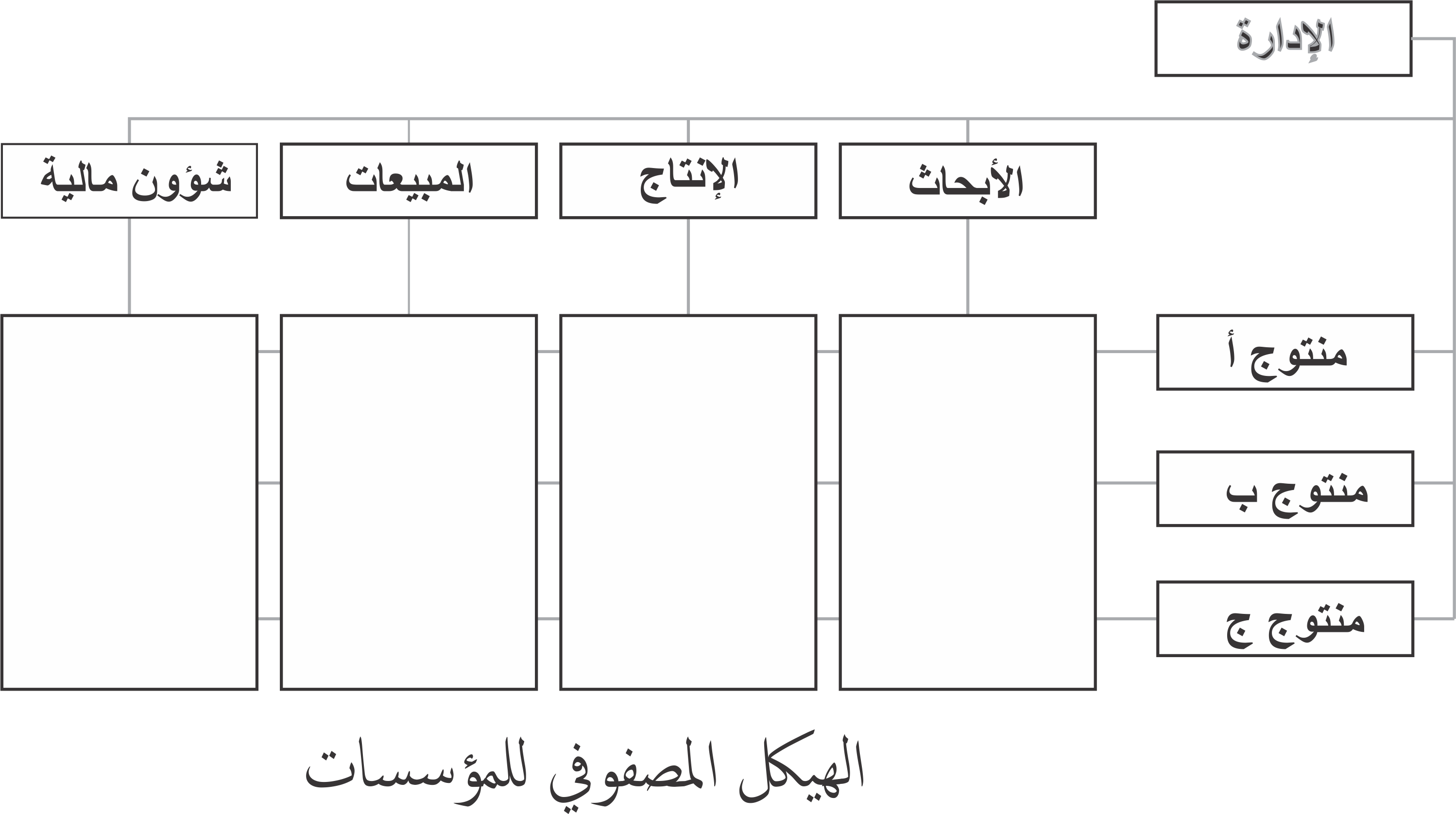
مؤسسة ذات هيكل مصفوفي

يقسم الهيكل المصفوفي موظفيه بحسب الوظيفة والمنتج على حد سواء. يجمع هذا الهيكل الأفضل من كل الهياكل المنفصلة. بالعادة، تنظم المؤسسة المصفوفة فرق من الموظفين لإنجاز العمل، وذلك للاستفادة من نقاط القوة، وكذلك لتعويض نقاط الضعف التي تسببه النظم الوظيفية واللامركزية. على سبيل المثال لنفترض أن شركة ما تنتج منتجين اثنين، «المنتج أ» و «منتج ب». باستخدام هيكل المصفوفة، فإن هذه الشركة تنظم وظائفها داخل الشركة على النحو التالي: قسم المبيعات وقسم خدمة العملاء وقسم محاسبة «لمنتج أ»، قسم المبيعات وقسم خدمة العملاء وقسم محاسبة «لمنتج ب». يعتبر هيكل المصفوفة هو من بين أنقى الهياكل التنظيمية. وهو يحاكي الانتظام في الطبيعة.
مصفوفة وظيفية/ضعيفة: يُعْطَّى مدير المشروع سلطة محدودة للإشراف على الجوانب الفنية في المشروع. يحافظ المدراء الوظيفيين الحفاظ السيطرة على موارد المشروع ومجاله .
مصفوفة الوظيفية/متوازنة: يُعَيَّن مدير المشروع للإشراف على المشروع بكامله. ويتقاسم مدير المشروع السلطة بالتساوي مع المدراء وظيفيين. وهذه العلاقة تجلب أفضل جوانب النظم الوظيفية المشروعية. ومع ذلك، يواجه هذا النظام صعوبة في تقاسم السلطة التي تبقى موضوع حساس.
مصفوفة مشروعية/قوية: يكون مدير المشروع هو المسؤول الأول عن كافة المشروع. المدراء الوظيفيين يوفرون الخبرة التقنية ويعيينون الموارد حسب الحاجة.

### دورة المؤسسة: التحول إلى النظام الأفقي
الهيكلية المسطحة هي نظام شائع في الشركات الصغيرة مثل الشركات الفردية أو الشركات التي انبثقت من أبحاث جامعية. تبدأ الشركة صغيرة ثم تنمو لتصبح أكثر تعقيدا وهرمية، الأمر الذي يؤدي إلى بنية موسعة، مع الكثير من المستويات والإدارات.
في كثير من الأحيان، تصبح بيروقراطية وهو النظام الذي كان شائعا فيما مضى. لا يزالمعتمدا في جمهوريات الاتحاد السوفييتي السابقة، والصين، ومعظم المنظمات الحكومية في جميع أنحاء العالم. كانت مجموعة شركات شل تمثل النموذج البروقراطي: قمة ضخمة وهرمية. ادارتها على مستويات متعددة من القيادة وتتعدد بتكرار شركات الخدمات نفها كل في منطقة مختلفة. كل هذا جعل شركة شل تخشى ولا تتفاعل مع تغيرات السوق،  مما حد من قدرتها على النمو والتطور. وكان هذا الفشل السبب الرئيسي لإعادة هيكلة الشركة لتصبح نظام مصفوفي.
ستاربكس هي واحدة من المنظمات الكبيرة العديدة التي نجحت في تطوير بنية مصفوفة لدعم استراتيجيتها. يجمع تصميها بين الأقسام العملية والمنتجات ويتبع كل موظفين إلى اثنين من رؤساء. ومعتمدين على خلق روح فريق، تخول الشركة العاملين فيها على اتخاذ القرارات الخاصة بهم كما تدربهم على تطوير المهارات المادية وغير المادية على حد سواء. وهذا ما يجعل ستاربكس واحدة من أفضلالشركات في خدمة العملاء.[هل المصدر موثوق به؟]
يشمل بعض الخبراء أيضا تصميم الشركات المتعدد الجنسيات،  الشائعة في الشركات العالمية، مثل شركة بروكتر وغامبل وتويوتا وينيليفر. ويمكن رؤية هذا الهيكل كشكل من أشكال معقدة للمصفوفة، كما يحافظ على التنسيق بين المنتجات والوظائف والمناطق الجغرافية.
بشكل عام، وعلى مدى العقد الماضي، أصبح من الواضح بشكل متزايد أنه من خلال قوى المنافسة والعولمة والعملاء الأكثر تطلبا، أصبح هيكل العديد من الشركات أكثر انبساطا، وأقل هرمية، وأكثر ميوعة وحتى افتراضية.

### هيكلية فريق العمل
فكرة هيكلية الفريق هي من أحدث أنواع النظم المؤسسية التي تطورت في القرن العشرين. وهي مبداء تشكيل مجموعة عمل تعتمد على تكامل مهارات وخبرات الأعضاء المختلفة ليتكافلوا معا لتحقيق أبعاد جديدة. في حالة الأعمال التجارية الصغيرة قد تكون هيكلية الفريق هي نظم المؤسسة بالكامل. يمكن للفرق أن تؤلف على المستويين الأفقي والرأسي. على سبيل المثال في حالة متاجر شركة مخازن «هول فودز ماركت»، أكبر متجر للأطعمة الطبيعية في الولايات المتحدة، فإن كل متجر من هو مركز ربحي مستقل يتألف من فريق عمل مؤلف من 10 أعضاء يدار ذاتيا من الأعضاء أنفسهم. في حين يؤلف قادة الفرق في المتاجر والمناطق فريقا أيضا. وكذلك، يمكن للمنظمات البيروقراطية الكبيرة الاستفادة من مرونة تنظيم فرق. فشركات زيروكس، وموتورولا ودايملر كرايسلر جميعها من بين الشركات الكبيرة التي تعتمد بنشاط نظم الفرق لتنفيذ المهام.

### الهيكلية الشبكية
الشبكة هي أيضا من البنى الحديثة للنظم المؤسسي. وهي هيكلية تبعد الشركات الضخمة عن التعرض لخطر بطء العمل وازدياد الأعمال الخرقاء حين القيام بالاعمال الاستباقية. وفكرة هيكلية الشبكة هي تعهيد أي وظيفة يمكن القيام بها على نحو أفضل أو أكثر بثمن بخس لجهة خارجية. في جوهرها، يقضي مديري نظم الشبكة معظم وقتهم في تنسيق ومراقبة العلاقات الخارجية وعادة باستخدام الوسائل الإلكترونية. مثلا، تقوم شركة إتش و إم بالاستعانة بشبكة خارجية مؤلفة من 700 من الموردين لحياكة ملابسها. أكثر من ثلثي الموردين يعملون في البلدان الآسيوية ذات التكاليف المتدنية. وبذلك أصبحت أكثر مرونة من غيرها من تجار التجزئة واستطاعت تخفيض التكاليف انسجاما مع استراتيجيتها لتخفيض التكلفة. وقد أثبتت النظم الشبكية فعاليتها في تطبيق التطورات الحديثة في نظرية الشبكات المعقدة  خاصة في تطبيقات تصميم وتطوير المنتجات، والمشاكل المتعلقة بالابتكار في الأسواق والصناعات.

### الهيكلية الافتراضية
الهيكلية الافتراضية هي نوع من أنواع النظم التي شكل خاص من أشكال التنظيم اللاحد لها. هو أقل الحدود الظاهرية. لا يعتبر هيدبيرغ، دالغرين، هانسون، وأولف (1999) النظام الافتراضي قائما بشكل مادي، ولكنه يصبح ممكنا باستعمال برنامج حاسوبية. تعمل النظم الافتراضية ضمن شبكة التحالفات والتي تتوصل باستخدام شبكة الإنترنت. وبالتالي، فيمكن لنواة المنظمة أن يكون صغيرا ولكن الشركة تعمل على مستوى عالمي وتكون رائدة في سوق متميز. وفقا لأندرسون، فإن الفضاء الغير محدود للويب تكلفة الحصول على سلع متميزة ومتخصصة آخذة في الانخفاض بشكل كبير. ورغم أن لا أحد يبيع بأعداد كبيرة، الا أن كثرة توفر أنواع عديدة من المنتجات المتخصصة بشكل جماعي تجعل تحقيق أرباحا كبيرة ممكنة. وهذا هو ما جعل ابتكارات أمازون دوت كوم ناجحة جدا.

### نموذج الهرمي-المجتمعي للنمط الظاهري
طور ليم، غريفيث، وسامبروك (2010) نموذج الهرمي-المجتمعي للنمط الظاهري مستعيرا مفهوم النمط الظاهري من علم الوراثة. «النمط الظاهري» يشير إلى خصائص يمكن ملاحظتها للكائن الحي التي ينتجها تشكيل جينات الكائن وتأثير البيئة عليه. عادة ما يتم تحديده التعبير عن الجينات كائن حي من قبل أزواج من الأليلات (جمع أليل) وهي أشكال مختلفة من الجينات. في نموذج النظم هذا، فإن تفاعل الموظف داخل المنظمة (مثل المشاركة الفعلية أو المشاركة الهرمية والمشاركة الغير رسمية المجتمعية) تساهم في تحديد خصائص العامة للمؤسسة والتي يمكن ملاحظتها (أي النمط الظاهري). وبعبارة أخرى، مثلما يحدد كل زوج من الأليلات ضمن المادة الوراثية الخصائص الفيزيائية للكائن، فإن تعبيرات جميع الموظفين عند المشاركة المجتمعية الهرمية الرسمية وغير الرسمية داخل المنظمة يشكلون الهيكل التنظيمي للمؤسسة. ونظرا لاختلاف تعبيرات مشاركة الموظفين الرسمية وغير الرسمية والهرمية في المشاركة المجتمعية، فإن كل مؤسسة يكون لها نظام مؤسسي ذو نمط ظاهري فريد يقع في مكان ما على طول الطيف بين التسلسل الهرمي النقي وبين هيكل مجتمعي نقي (أي هيكلية سطحية).
وبالتالي، لم تعد الشركة التجارية مجرد مكان يأتي الناس اليه للعمل. بالنسبة لمعظم الموظفين، تضفي الشركة عليهم الشعور بالانتماء وبالهوية. أصبحت الشركة قريتهم ومجتمعهم. فشركة القرن الحادي والعشرين ليست مجرد تسلسل هرمي يضمن أقصى قدر من الكفاءة والربح، بل هي، أيضا، مجتمع ينتمي اليها موظفيها بحيث يتفاعلوا وينمو معا، وحيث تُلَبَّى احتياجاتهم الوجدانية والابتكارية..